# Fajzen Zikrinow
Fajzen Zikrinow (ros. Файзен Зикринов, ur. 25 sierpnia 1918 w obwodzie akmolińskim, zm. 22 października 1999) – działacz partyjny i państwowy Kazachskiej SRR.

## Życiorys
W 1938 ukończył tatarskie technikum rolnicze, potem został w nim wykładowcą, 1938-1940 służył w Armii Czerwonej, 1940-1943 był głównym agronomem i szefem rejonowego oddziału rolniczego w obwodzie dżambulskim. W latach 1943–1946 był przewodniczącym komitetu wykonawczego rady rejonowej w obwodzie dżambulskim, 1946-1948 słuchaczem Republikańskiej Wyższej Szkoły Partyjnej przy KC Komunistycznej Partii (bolszewików) Kazachstanu, 1948-1951 przewodniczącym komitetu wykonawczego rady rejonowej w obwodzie dżambulskim, 1951-1952 dyrektorem bazy eksperymentalnej Kazachskiego Naukowo-Badawczego Instytutu Hodowli. W latach 1952–1958 był instruktorem i zastępcą kierownika wydziału Ałmackiego Komitetu Obwodowego KP(b)K/KPK, 1955 zaocznie ukończył Kazachski Uniwersytet Państwowy im. Kirowa, 1958-1962 był I sekretarzem Dżambulskiego Komitetu Rejonowego KPK w obwodzie ałmackim, a od 1962 do stycznia 1963 sekretarzem Ałmackiego Komitetu Obwodowego KPK. Od 21 stycznia 1963 do grudnia 1964 był II sekretarzem Ałmackiego Wiejskiego Komitetu Obwodowego KPK, od grudnia 1964 do listopada 1966 inspektorem KC KPK, 1966-1970 przewodniczącym Komitetu Wykonawczego Gurjewskiej Rady Obwodowej, 1970-1976 zastępcą przewodniczącego Państwowego Komitetu Rady Ministrów Kazachskiej SRR ds. wykorzystania rezerw pracowniczych, a 1976-1978 zastępcą przewodniczącego Państwowego Komitetu Rady Ministrów Kazachskiej SRR ds. pracy, następnie przeszedł na emeryturę. Został odznaczony dwoma Orderami „Znak Honoru”.